# Bismarck, Dakota de Nord
Bismarck este un oraș care este capitala statului federal american Dakota de Nord și totodată sediul comitatului Burleigh.  Situat pe cursul fluviului Missouri un afluent al fluviului Mississippi, orașul este un centru important comercial pentru cereale și vite.